# Weld (gruppo musicale)
I Weld erano un gruppo musicale norvegese attivo fra il 1992 e il 1995 e formato da Jørn Johansen, Rune Johnsen, Stig Jøraholmen e Vibeke Saugestad.

## Carriera
Provenienti da Moss, i Weld sono saliti alla ribalta nel 1994 grazie al singolo Crown Imperial Song, incluso nel loro album di debutto Natural Tools, che ha raggiunto l'11ª posizione nella classifica norvegese. Il successo del disco ha fruttato al gruppo un premio Spellemann, il principale riconoscimento musicale norvegese, per il miglior debutto dell'anno. Il loro secondo album, Hello Walls, è uscito l'anno successivo e si è fermato al 26º posto in classifica. Grazie ad esso i Weld sono stati nominati nella categoria Miglior artista rock agli Spellemann, prima del loro scioglimento alla fine del 1995.

## Formazione
- Vibeke Saugestad – voce
- Jørn Johansen – chitarra
- Stig Jøraholmen – basso, tastiere
- Rune Johnsen – batteria

## Discografia

### Album
- 1994 – Natural Tools
- 1995 – Hello Walls

### EP
- 1995 – Christmas E.P.: Family Values

### Singoli
- 1994 – Crown Imperial Song
- 1994 – She Won't Lie Down
- 1995 – Loop
- 1995 – They Walk All Over Me